# コナー・トレイナー
コナー・トレイナー（Conor Trainor、1989年12月5日 - ）は、プロD2・USONヌヴェールに所属するラグビー選手。

## プロフィール
- カナダ・バンクーバー出身。
- ポジションはウィング(WTB)、センター(CTB)。
- 身長 188cm、体重 95kg
- U20カナダ代表に選ばれたことがある[1]。
- カナダ代表キャップは36（2020年8月現在）でワールドカップ2011・2015・2019のカナダ代表に選ばれた[2]。
- 7人制カナダ代表に選ばれたことがある[3]。

## 略歴
BCベアーズ、RCヴァンヌを経て、2017年、USONヌヴェールに加入。
2021年、東京五輪の7人制カナダ代表スコッドに選ばれた。